# أبو طالب خان
أبو طالب خان لندني (بالإنجليزية: Abu Taleb Khan Landani) (6-1805-1752 م) . مؤلف ومسؤول في شركة الهند البريطانية، ورحالة هندي

## السيرة
والده هو حاجي محمد بك خان التبريزي الأصفهاني، أُصوله اذربيجانية - تركية، هاجر من أصفهان إلى لكهنؤ، حيث ولد فيها ابوطالب خان عام (1166ه‍/1753م)، المؤلف والموظف في شركة الهند البريطانية. في الأعوام (1775-1776) ، خدم كمدير منطقة في نظام مختار الدولة رئيس وزراء (عوض). وفيما بعد كان في خدمة ألكسندر هنري، ثم ناثانيل مدلتون المقيم البريطاني في لكهنؤ، وفي عهد هذا الأخير هزم المتمرد (بالبهادر سنغ). بعد إنتقاله إلى كلكتا عام (1787-1788) قام بكتابة ديوان حافظ.
في الأعوام (1799-1803) قام برحلة عبر أوروبا مع الكابتن (دي ريتشاردسون) مسؤول سرية جيش البنغال في الهند الشرقية. وهناك رحالة أجانب زاروا بغداد في العهد العثماني وأبو طالب خان واحد منهم فقد زار بغداد في أواخر شهر فبراير/شباط 1803 ومكث فيها إسبوعاً وغادرها في الأول من مارس/آذار، ثم زار مدن وأماكن أخرى من العراق منها الحلة، و كربلاء، و النجف، حتى وصل البصرة، ومنها اكمل رحلته عائداً إلى الهند. وقد دوّٓن رحلته بالفارسية وترجمت (بالإنجليزية: ونشرت تحت عنوان:رحلات ميرزا أبو طالب خان في آسيا، أفريقيا، و أوروبا، خلال الأعوام 1797-1803.).
```
(
Travels of Mirza Abu Taleb Khan in Asia, Africa, and Europe during 1799-1803
) وقد إستغرقت رحلاته أربعة أعوام وستة أشهر.
[
1
]
```

عاد أبو طالب إلى الهند في منتصف عام 1803.

## وفاته
توفي أبو طالب خان في لكهنؤ عام (1220ه‍/1805-6م).

## مؤلفاته
- خلاصة الأفكار.
- لب السير أو جاهاننامه.
- تفضيح الغافلين.
- مسير الطالبي في بلاد الأفرنجة (رحلات الميرزا أبو طالب خان (لندن 1810).
- ديوان أبو طالب.
- معراج التوحيد.[2]